# Fuzūlī

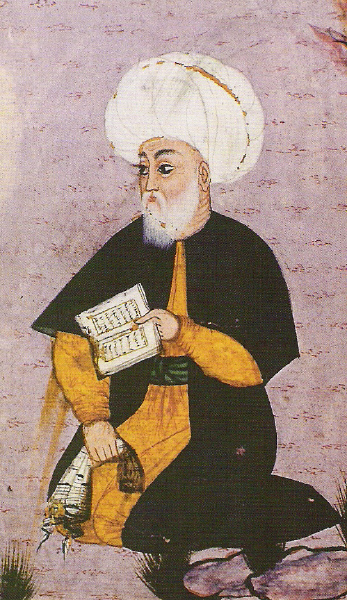
Fuzūlī

Muhammad ibn Sulaimān Fuzūlī (محمد بن سليمان فضولى, DMG Muḥammad b. Sulaimān Fużūlī, auch: Fuzuli, Fusuli, Füzuli; * um 1480 im Irak; † 1556 in Kerbela) war ein Dichter im Irak, der seine Werke in drei Sprachen verfasste: Aserbaidschanisch (seiner Muttersprache), Persisch und Arabisch. Er gilt als einer der herausragendsten Dichter der klassischen aserbaidschanisch-türkischen Literatur und wird von den Aleviten als einer der sieben großen Dichter (türkisch Yedi Ulu Ozan) angesehen.

## Leben
Über Fuzūlīs Leben ist wenig bekannt außer, was in seinen Werken festgehalten ist. Als Geburtsort werden die Städte Kerbela, Hilla, Bagdad, Nadschaf, Kirkuk, Manzil oder Hit angegeben. Er gehörte dem sesshaft gewordenen turkmenischen Oghusenstamm Bayat an.
Er kam aus einer gebildeten schiitischen Familie und genoss eine umfassende Ausbildung. So erhielt er die Titel Molla und Mawlānā, was seinen Bildungsstand verdeutlichte. Fuzūlī sprach die Hochsprachen seiner Region, er befasste sich mit Wissenschaft und Mystik. Sein Leben verlief jedoch – soweit sich das beurteilen lässt – unglücklich. Während seiner Jugend wurde der Irak von den turkmenischen Aq Qoyunlu regiert. 1508 eroberte der erste Safawidenherrscher Schah Ismail Bagdad und stürzte die Aq Qoyunlu. Fuzūlī genoss als schon bekannter Literat den Schutz der Safawiden. 1534 eroberten die Osmanen unter Sultan Süleyman I. den Irak. Bei diesem Feldzug soll Fuzūlī mit dem berühmten osmanischen Hofdichter Hayâlî (1500?–1557) zusammengetroffen sein. Fuzūlī widmete wie zuvor Schah Ismail nun auch den neuen Herrschern Gedichte. Neben dem Sultan schrieb er auch den jeweils regierenden Gouverneuren von Bagdad Gedichte. Obwohl er von fernen Orten wie Anatolien, Indien und Täbris schrieb und diese auch gern besuchen wollte, blieb er sein Leben lang im Irak. Er starb während einer Pestepidemie um 1556 und wurde in Kerbela begraben. Der Rayon (Bezirk) Füzuli im Süden Aserbaidschans an der iranischen Grenze wurde nach ihm benannt.

## Literarisches Schaffen
Muhammad wählte für sich das Pseudonym Fuzūlī, was sowohl „ungeeignet“ als auch, als Plural von faḍl, „von großem Wert“ bedeutet. Fuzūlī gehört zu den bedeutendsten türkischsprachigen Dichtern seiner Zeit, zudem schrieb er Prosa auch auf Arabisch und Persisch, wobei er aber nicht mit anderen persischsprachigen Poeten konkurrieren konnte. Neben Lobpreisungen religiöser und politischer Autoritäten handeln seine Verse von der unerfüllten Liebe. Diese Form der Liebeslyrik wird auch als Ghasel bezeichnet.
Typisch für die Dichtung Fuzūlīs sind Doppelverse wie dieser:
| Gər mən mən isəm, nəsən sən, ey yar? Vər sən sən isən, nəyəm məni-zar? | So ich ich bin, wer du, oh Zierde? Und bist du du, bin ich Begierde? |

Sein bis heute bekanntestes Werk ist Leylâ ve Mecnun, eine Fassung von Leila und Madschnun. Eine deutsche Übersetzung von Fuzūlīs Werken gibt es bislang nicht. Nachdichtungen finden sich bei Hans Bethge Das türkische Liederbuch (Nachdichtungen türkischer Lyrik).

## Werke
Fuzūlī schrieb um die 15 Werke. Die Zuordnung weiterer vier Werke ist zweifelhaft.

### Auf Aserbaidschanisch
- Dîvân
- Beng ü Bâde (von persisch بنگ و باده, ‚Haschisch und Wein‘), gewidmet Schah Ismail
- Hadîkat üs-Süedâ (von arabisch حديقة السعداء ‚Der Garten der Glückseligen‘)[4]
- Dâstân-ı Leylî vü Mecnûn (von persisch داستان ليلى و مجنون, ‚Die Erzählung von Laila und Madschnun‘)
- Şikâyetnâme (persisch شكايتنامه, ‚Beschwerdebrief‘), ein Beschwerdebrief an den osmanischen Sultan

### Auf Persisch
- Dīwān (arabisch-persisch ديوان, ‚Gedichtsammlung‘)
- Anīs al-qalb (arabisch انيس القلب ‚Der Vetraute des Herzens‘)[5]
- Haft ǧām (persisch هفت جام, ‚Die sieben Kelche‘)
- Rend wa zāhed (persisch رند و زاهد, ‚Zechbruder und Asket‘)[6]
- Ṣeḥḥat wa maraż (persisch صحت و مرض, ‚Gesundheit und Krankheit‘)
- Rūḥnāme (persisch روح نامه, ‚Das Buch vom Geist [der Seele]‘)[7]

### Auf Persisch und Aserbaidschanisch
- Resāle-ye mo‘ammā (von persisch رسالهٔ معما, ‚Eine Abhandlung über Rätsel‘)

### Auf Arabisch
- Dīwān
- Maṭla‘ al-i‘tiqād (مطلع الاعتقاد ‚Die Geburt des Glaubens‘)